# Мегара
Вижте пояснителната страница за други значения на Мегара.
Мѐгара (на гръцки: Μέγαρα) е град край Сароническия залив, при Коринтския провлак, Южна Гърция. През 8 – 6 век пр.н.е. е голям древногръцки полис, важен търговски и занаятчийски център. Негови жители са основали много колонии в Сицилия, Пропонтида и по бреговете на Черно море. В края на 4 век е разрушен от готите.
Съвременният град Мегара има население от 23 456 души (според данни от 2011 г.) и е център на едноименния дем Мегара.

## Личности
Родени в Мегара
- Евклид Мегарски (435 пр. Хр. – 365 пр. Хр.), древногръцки философ, основател на Мегарската школа
- Стилпон (360 пр. Хр. – 250 пр. Хр.), древногръцки философ, философ от Мегарската школа